# (24699) Schwekendiek
(24699) Schwekendiek est un astéroïde de la ceinture principale.

## Description
(24699) Schwekendiek est un astéroïde de la ceinture principale. Il fut découvert le 13 octobre 1990 à Tautenburg par Lutz Dieter Schmadel et Freimut Börngen. Il présente une orbite caractérisée par un demi-grand axe de 2,44 UA, une excentricité de 0,21 et une inclinaison de 3,6° par rapport à l'écliptique.

## Compléments